# Spanioderidae
Spanioderidae – wymarła rodzina owadów z rzędu Cnemidolestodea. W zapisie kopalnym znana jest od pensylwanu w karbonie do cisuralu w permie. Ich skamieniałości znajdowane się na terenie Eurazji i obu Ameryk.
Owady te miały stosunkowo małą prognatyczną głowę z dużymi oczami złożonymi i pozbawioną przyoczek. Odnóża miały pięcioczłonowe stopy wyposażone zarówno w arolium, jak i przylgi. Przednie skrzydło cechowała zwężone u nasady pole między żyłkami radialnymi oraz zwykle brak płata kostalnego. W użyłkowaniu zaznaczał się brak żyłki kostalnej, zakończona na żyłce radialnej i tylko u nasady wklęsła żyłka subkostalna, sektor radialny biorący swój początek w nasadowej ⅓ skrzydła, żyłka medialna zaczynająca się rozwidlać za wysokością nasady owego sektora oraz przednia żyłka kubitalna zaczynająca się rozgałęziać w nasadowej ⅓ i tworząca z tyłu grzebień z rozgałęzień. U samic pokładełko nie wystawało poza wierzchołek odwłoka.
Takson ten wprowadzony został w 1906 roku przez Antona Handlirscha. Po rewizji Daniła Aristowa z 2014 należą tu następujące rodzaje:
- †Carpenteroptera Pinto, 1990
- †Carrizocladus Rasnitsyn, 2004
- †Chenxiella Liu, Ren et Prokop, 2009
- †Dieconeura Scudder, 1885
- †Dieconeurites Handlirsch, 1906
- †Etotabla Béthoux et Jarzembowski, 2010
- †Izykhia Aristov, 2013
- †Longzhua Gu, Béthoux et Ren, 2011
- †Miamia Dana, 1864
- †Sinopteron Prokop et Ren, 2007